# Qué pobres tan ricos
Qué pobres tan ricos est une telenovela mexicaine diffusée du 11 novembre 2013 au 29 juin 2014 sur Canal de las Estrellas.

## Distribution
- Zuria Vega : Lupita Martínez
- Jaime Camil : Miguel Palacios
- Mark Tacher : Alejo Palacios
- Ingrid Martz :  Minerva Fontanet Blanco
- Arturo Peniche : Nepomuceno Escandiondas "Rey del Plátano"
- Manuel "Flaco" Ibáñez : Don Jesús "Chuy" Menchaca
- Zaide Silvia Gutiérrez : Carmelita
- Tiaré Scanda : Vilma Terán Sade
- Agustin Arana : Saúl Ballesteros
- Gabriela Zamora : "La Güendy"
- Raquel Pankowsky : Isela Blanco de Fontanet
- Queta Lavat : Matilde Álvarez Vda. de Ruiz-Palacios
- Natasha Dupeyrón : Frida Ruiz-Palacios Romagnoli
- Gaby Mellado : Macarena Larrea "Condesa de Valladolid"
- Diego de Erice : Leonardo Ruiz-Palacios Romagnoli
- Jonathan Becerra : Tizoc Menchaca
- Alex Perea
- Abril Rivera
- José Pablo Minor : Tato
- José Eduardo Derbez : Diego Armando Escandiondas
- Jackie García : Jennifer
- Ricardo Margaleff : Jonathan
- Manuel Guízar : Don Salomón
- Leticia Perdigón : Refugio "Cuca" Mendoza
- Homero Ferruzca
- Gustavo Rojo
- Patricia Navidad : Hortensia
- Roberto Blandon
- Rebeca Mankita
- Lorena Velázquez
- Julio Bracho
- Adrian Uribe
- Susana Zabaleta
- Joana Benedek
- Andrea Legarreta
- María Isabel Benet
- Roberto Ballesteros
- Polo Ortín
- Luis Gatica
- Moisés Suárez
- Silvia Pasquel : Ana Sofía Romagnoli Vda. de Ruiz-Palacios
- Christina Pastor : Alicia
- Dalilah Polanco : Bárbara
- Geraldine Galván
- Daniel Díaz de León
- Priscila Avellaneda : Irlanda
- Ivonne Garza : Adelaida
- Marisol Castillo : Herminia
- Paloma Arredondo : Martina

## Autres versions
- Pobres Rico (RCN Televisión, 2012-2013)
- Broke (CBS, 2020)

### Sources
- (en) Cet article est partiellement ou en totalité issu de l’article de Wikipédia en anglais intitulé « Qué Pobres Tan Ricos » (voir la liste des auteurs).

- (es) Cet article est partiellement ou en totalité issu de l’article de Wikipédia en espagnol intitulé « Qué pobres tan ricos » (voir la liste des auteurs).